# Gevlekte silene-uil
De gevlekte silene-uil (Hadena confusa) is een nachtvlinder uit de familie van de uilen, de Noctuidae.

## Beschrijving
De voorvleugellengte bedraagt tussen de 14 en 16 millimeter. De grondkleur van de voorvleugels is zwart. De ringvlek en niervlek zijn wit, en op de voorvleugel bevinden zich nog enkele kenmerkende witte vlekken, met name in de vleugelpunt. De franje is geblokt. De achtervleugel is vuilbruin met witte franje.

## Waardplanten
De gevlekte silene-uil gebruikt Silene en anjer als waardplanten. De rups is te vinden van juni tot in september. De soort overwintert als pop.

## Voorkomen
De soort komt verspreid over het Palearctisch gebied voor.

### In Nederland en België
De gevlekte silene-uil is in Nederland en België een zeer zeldzame soort. In Nederland komt de soort vooral voor in Noord-Holland. De vlinder kent één generatie die vliegt van halverwege mei tot in juli.